# النظر لأسفل/الإطلاق لأسفل
النظر لأسفل/الإطلاق لأسفل (بالإنجليزية: Look-down/shoot-down)‏ هي قدرة خاصة لبعض الرادارات على اكتشاف وتقفي اّثر وتحديد مكان هدف ما يتحرك تحت الأفق[ ؟ ] حسب ما يرى الرادار. تعد خاصية النظر لأسفل ميزة وخاصية أساسية في أنظمة الرادار الحديثة المحمولة جوا على متن الطائرات الحربية.

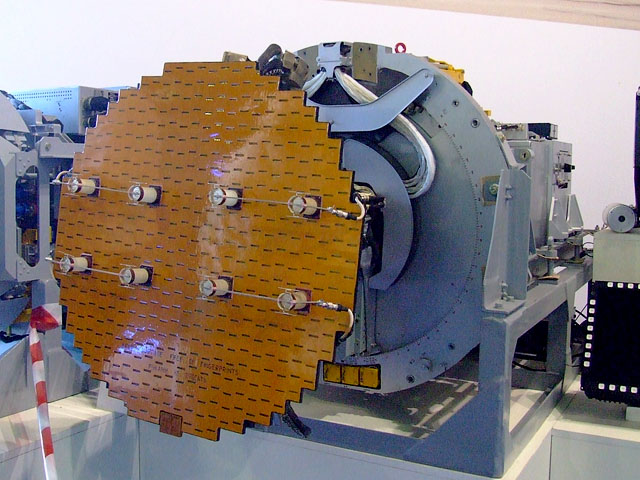
رادار «زهوك» الروسي وهو رادار النظر لأسفل/الإطلاق لأسفل المستخدم في طائرتي ميج-29 وسو-27.

## الحاجة لهذه الخاصية
لا تستطيع أمواج الرادار اختراق الأجسام الصلبة (حيث ترتد منها)، وسطح الأرض[ ؟ ] ليس استثناء لهذه القاعدة فترتد منه موجات الرادار أيضا. ولأن الأرض دائرية، لا يستطيع رادار على سطح الأرض التقاط طائرة إلا عندما تخرج من الأفق وليست مختبئة خلف الأرض ولهذا فإن طائرة تطير على ارتفاعٍ عالٍ سيرصدها الرادار قبل طائرة تطير على ارتفاع منخفض. ولتجنب الالتقاط، تستخدم العديد من الطائرات الحربية بصمة رإدارية منخفضة وهي تقنية تسمى «قناع الأرض». تستخدم العديد من الأسلحة الحديثة مثل صواريخ كروز هذا التكتيك مما يجعل التقاطهم بعيد المدى بواسطة الرادارات المتمركزة على الأرض صعبا. كما أن المروحيات وطائرات القصف التي تطير على ارتفاع منخفض جدا لتحقيق نفس الهدف يقال عنها انها تاخذ البصمة الرإدارية للأرض.

## نظرية العمل
لرصد الأجسام التي تطير على ارتفاع منخفض، يجب أن يكون الرادار في مستوى أعلى منها. يمكن تحقيق هذا بشكل نسبي بأن يوضع الرادار على قمة تلة مثلا أو على قمة صواري عالية (في السفن). ولكن الحل العملي الوحيد الذي يستطيع التقاط الأهداف المنخفضة من على مسافات بعيدة هو وضع رادار في طائرة تطير فوق الأهداف.
كانت التحديات التقنية التي واجهت هذه النظرية هي أن موجات الرادار التي ترتد للطائرة كثيرة جدا بعكس الرادارات المتمركزة على الأرض، فعندما يطلق رادار الطائرة موجاته ترتد من سطح الأرض الصلبة وكل ما عليها من الأجسام مما يسبب فوضى محيرة في شاشة الرادار. ويعد أمر في غاية الصعوبة أو مستحيلا فعلا أن يفرق ما بين صورة الرادار للطائرات المقتحمة الطائرة على ارتفاعات منخفضة وما بين صورة الأرض العامة.
زودت رادارات النظر لأسفل ببرامج إلكترونية والتي تعالج صورة الرادار وتبحث عن الأهداف المتحركة والتي يتم التقاطها بالبحث عن تأثير دوبلر في الموجات المرتدة للرادار. يزيل الرادار من الشاشة كل الأجسام الثابتة أو المتحركة ببطء (مثل الأرض[ ؟ ]، المباني، السيارات) ويبقي الأجسام المتحركة بسرعة فقط. وحيث أن الرادار متصل بأنظمة تسليح الطائرة، من الممكن أن يوفر لهذه الأنظمة معلومات حول الهدف عندما يلتقط هدفا متحركا.

## مميزات رادار النظر لأسفل/الإطلاق لأسفل
توفر رادارات النظر لأسفل للطائرات الحربية القدرة على الاشتباك مع أهداف تطير في مستوي أسفل منها. تعد هذه ميزة كبيرة حيث تسمح للطائرة بالتقاط ومهاجمة الأهداف بينما تظل هي في الموقع التكتيكي الأفضل وهو ارتفاعها الأكبر.
تضم معظم الطائرات الحديثة رادارات النظر لأسفل/الإطلاق لأسفل.